# بيدواز
بيدواز (بالفارسية: بیدواز) هي قرية تقع في قسم ميلانلو الريفي (مقاطعة إسفراين) في إيران. يقدر عدد سكانها بـ 451 نسمة بحسب إحصاء 2016.